# Борис Кидрич
Борис Кидрич (Беч, 10. април 1912 — Београд, 11. април 1953) био је комунистички револуционар, учесник Народноослободилачке борбе, друштвено-политички радник ФНРЈ и НР Словеније, један од најистакнутијих руководилаца југословенског револуционарног покрета, председник Привредног савета Владе ФНРЈ и члан Секретаријата Извршног комитета ЦК СКЈ, генерал-потпуковник ЈНА у резерви, јунак социјалистичког рада и народни херој Југославије.

## Биографија
Рођен је 10. априла 1912. године у Бечу, од оца Франца (1880—1950) и мајке Јелице Кидрич, рођене Крушич (1880—1949). Потиче из угледне породице, његов отац Франц је био познати словеначки културни и књижевни историчар, будући професор на Љубљанском универзитету и председник Словеначке академије наука и уметности (САЗУ). Борис је гимназију завршио у Љубљани, а потом је студирао хемију у Љубљани и Прагу.

### Партијски рад
Још у раној младости приступио је омладинском радничком покрету. Већ 1928. године, с 16 година, постао је члан Савеза комунистичке омладине Југославије (СКОЈ), а нешто касније, исте године, и члан Комунистичке партије Југославије (КПЈ). Новембра 1929. године, у току Шестојануарске диктатуре, као ђак осмог разреда гимназије, био је ухапшен и због комунистичког деловања од Државног суда за заштиту државе осуђен је на на годину дана затвора, које је издржао у затвору у Марибору.
После изласка из затвора, 1931. године, уписао је студије хемије и заједно са Едвардом Кардељем и другим истакнутим словеначким комунистима обновио рад Покрајинског комитета КПЈ за Словенију и радио на обнови партијских и скојевских организација, које су биле разбијене у првим годинама Шестојануарске диктатуре. Већ наредне године, они су успели да обнове партијске организације у већини градова и индустријских места у Словенији. Поред партијског рада, учествовао је и у покретању низа илегалних партијских листова попут „Рдечег прапор“ и „Рдечих сигнала“, као и илегалних и полуилегалних часописа. За политички развој Бориса Кидрича био је веома значајан сусрет са Јосипом Брозом Титом, чланом Политбироа ЦК КПЈ, који је почетком септембра 1934. године дошао у Словенију, да би помогао око припрема и учествовао у раду Четврте покрајинске конференције КПЈ за Словенију. На тој конференцији, одржаној у Медводама код Љубљане, средином септембра 1934. године, Кидрич је поднео два реферата, „О стању синдикалног покрета у Словенији“ и „О раду комуниста у синдикатима“.

### Секретар ЦК СКОЈ-а
Пошто је био под сталном полицијском присмотром, због честих хапшења, није био изабран у нови Покрајински комитет КПЈ за Словенију, али је, због својих организационих веза и опште активности, наставио да помаже у раду новоизабраног Покрајинског комитета. Био је и један од организатора техничких припрема за одржавање Четврте земаљске конференције КПЈ, одржане крајем децембра 1934. године у Љубљани. На тој конференцији он је био делегат из Словеније и кандидат за чланство Централног комитета КПЈ. Иако је још почетком 1935. године, на иницијативу Јосипа Броза Тита, био предложен за секретара Привременог руководства Савеза комунистичке омладине Југославије, он је због поновног хапшења ову дужност преузео тек средином маја исте године. Тада је прешао из Љубљане у Загреб и постао члан Земаљског бироа КПЈ. Учествовао је на Пленарном заседању Централног комитета КПЈ у Сплиту, које је било одржано 9. и 10. јуна 1935. године. На том заседању говорио је о проблемима СКОЈ-а, критиковао дотадашњу секташку политику и залагао се за преображај СКОЈ-а у масовну револуционарну организацију младих. Средином јула 1935. године учествовао је у Загребу на проширеном саветовању представника скојевских организација из целе земље, а током септембра је припремао Четврту земаљску конференцију СКОЈ-а на којој је био изабран за секретара Централног комитета СКОЈ-а.
Као секретар ЦК СКОЈ-а предводио је југословенску делегацију на Шестом конгресу Комунистичке омладинске интернационале (КОИ), одржаном крајем септембра и током октобра 1935. године у Москви. Из Москве је, по налогу ЦК КПЈ, новембра 1935. године отишао у Беч, где је учествовао у раду Централног комитета, а нарочито на разради одлука Шестог конгреса Комунистичке омладинске интернационале. У Бечу је заједно са Стјепаном Цвијићем, једним од дотадашњих секретара Комунистичке омладинске интернационале, радио на изради теза и низа других докумената у којима је изложио нове идеје о реорганизацији Савеза комунистичке омладине Југославије. Учествовао је и на Априлском пленуму ЦК КПЈ, 1936. године, који је био одржан у Бечу. Средином јуна 1936. године био је ухапшен, заједно са групом истакнутих југословенских комуниста, у Бечу. Годину дана је провео у истражном затвору, а потом је протеран у Чехословачку. Извесно време је живео у Прагу, заједно са Срђаном Прицом, а у јесен 1937. године је прешао у Париз, где је тада било средиште ЦК КПЈ.

### Пета земаљска конференција КПЈ
После почетка Другог светског рата, у јесен 1939. године, вратио се у Краљевину Југославију. Одмах по доласку био је ухапшен и четири месеца је провео у истражном затвору, а потом је пуштен. Заједно са Едвардом Каредељем, радио је на јачању Комунистичке партије Словеније, а 1940. године био је један од организатора „Друштва пријатељства Совјетског Савеза“, који је био масовна организација, која је обухватала антифашистички настројене грађане. Октобра 1940. године учествовао је у раду Пете земаљске конференције КПЈ у Загребу, на којој је поднео реферат „О агитацији и пропаганди“ и био изабран за члана Централног комитета Комунистичке партије Југославије.
У то време интензивно се бавио и публицистичким радом, писао је низ текстова који су објављивани у часописима „Књижевност“, „Сободност“, „Словенском порочевалцу“ и другим. Бавио се и низом тада актуелних тема о словеначком и југословенском револуционарном покрету.

### Народноослободилачка борба
Одмах после окупације Краљевине Југославије, Кидрич је био један од главних иницијатора и организатора Оснивачке скупштине Ослободилачког фронта Словеније (словен. Osvobodilna fronta Slovenije), одржане 27. априла 1941. године, на којој је био изабран за политичког секретара Извршног одбора Ослободилачког фронта. Један је и од организатора Народноослободилачке борбе у Словенији, а 22. јуна 1941. године био је изабран за првог политичког комесара Главног штаба НОП одреда Словеније. На овој дужности остао је до септембра 1941. године, да би од јесени 1944. до ослобођења земље, маја 1945. године, поново вршио дужност политичког комесара Главног штаба НОВ и ПО Словеније.
На Кочевском збору делегата словеначког народа, који је био одржан од 1. до 3. октобра 1943. године Кидрич је имао један од главних реферата и био изабран за вођу словеначке делегације на Другом заседању Антифашистичког већа народног ослобођења Југославије (АВНОЈ), одржаном 29. новембра у Јајцу.

### Послератни период
Маја 1945. године постао је први председник Народне владе Словеније, а јуна 1946. министар за индустрију у Влади ФНРЈ. Затим је био председник Планске комисије, односно Привредног савета при Влади ФНРЈ. Биран је за народног посланика Народне скупштине НР Словеније и Народне скупштине ФНРЈ, а у два сазива се налазио на месту члана Президијума Народне скупштине ФНРЈ. Био је члан Председништва Савезног одбора Социјалистичког савеза радног народа Југославије (ССРНЈ).
На Петом конгресу КПЈ, одржаном јуна 1948. године у Београду, изабран је за члана Политбироа Централног комитета КПЈ, а на Шестом конгресу Савеза комуниста Југославије, одржаном новембра 1952. године у Загребу, за члана Извршног комитета ЦК СКЈ и члана Секретаријата Извршног комитета ЦК СКЈ.
Био је задужен за израду првог Петогодишњег плана, усвојеног 1945. године. У периоду од 1945. до своје смрти, 1953. године, био је један од главних стратега изградње југословенске социјалистичке привреде. Поготово после Резолуције Информбироа, 1948. године, када се Југославија нашла у готово безизлазној економској ситуацији, јер се дотада у највећој мери ослањала на Совјетски Савез. Био је водећи југословенски економски теоретичар и један од твораца концепције радничког самоуправљања.
У септембру 1952. године оболео је од леукемије. Током јесени здравље му се погоршало и у новембру је пребачен у болницу у Београду, у којој је умро 11. априла 1953. године, у својој 41. години. Сахрањен је у Гробници народних хероја, која се налази у парку иза зграде Народне скупштине НР Словеније (данас Државни збор Републике Словеније) у центру Љубљане. Његова супруга била је Зденка Кидрич (1909—2008), са којом је имао ћерку Јуркицу, рођену 1939. године.

## Одликовања и признања
Носилац је Партизанске споменице 1941. и многих високих иностраних и југословенских одликовања, међу којима су — Орден јунака социјалистичког рада и Орден народног ослобођења, као и совјетски Ордена Кутузова другог степена, мађарски Орден Републике, бугарски Орден народне слободе и пољски Партизански крст. Орденом народног хероја је одликован 15. јула 1952. Имао је чин резервног генерал-потпуковника ЈНА.
Његови радови, почев од текстова и расправа у предратном периоду, од оних писаних у току Народноослободилачког рата (НОР), предавања, студија и реферата објављени су седам књига његових сабраних дела. Децембра 1949. године постао је редовни члан Словеначке академије наука и уметности (САЗУ).
Град Кидричево у Словенији, носи име по њему. Његово име носио је Институт за нуклеарна истраживања у Винчи, као и многе улице и тргови широм Југославије. Једна од централних београдских улица носила је такође његово име, али је 1997. године преименована у Београдску. Његов споменик, рад вајара Николе Јанковића, дуги низ година се налазио испред зграде Извршног већа Социјалистичке Републике Србије, али је почетком деведесетих година измештен у парк испред Музеја савремене уметности на Новом Београду. Његови споменици још увек се налазе у Љубљани (испред зграде Владе Републике Словеније) и Марибору (на Тргу Бориса Кидрича). У његову част у Социјалистичкој Федеративној Републици Југославији додељивана је Награда „Борис Кидрич“, за особите заслуге у ширењу техничке културе.

## Фото-галерија
- Борис Кидрич (други слева) у друштву Јосипа Видмара, Франца Лубеја и Франца Лескошека, 1945.
- Борис Кидрич
- Борис Кидрич говори у Марибору, 1945.
- Борис Кидрич
- Борис Кидрич
- Јосип Броз Тито и Зденка Кидрич у посети Борису Кидричу у болници, 1953.
- Борис Кидрич, 1953.
- Јосип Броз Тито у посети Борису Кидричу у болници, 1953.
- Споменик Борису Кидричу, подигнут 1963, Парк скулптура Музеја савремене уметности у Београду
- Поштанска маркица са ликом Бориса Кидрича из 1973.
- Споменик Борису Кидричу у Скопљу
- Споменик Борису Кидричу на Тргу Бориса Кидрича у Марибору
- Орден народног хероја

## Видите још
- Радничко самоуправљање